# دبیره میخی اکدی
دبیرهٔ میخی اکدی، خط یا دبیره‌ای میخی بود که در سال ۲۳۵۹ پیش از میلاد، از دبیرهٔ میخی سومری، گرفته و سازگار شد.

## ریشه
دبیرهٔ میخی اکدی در سال ۲۳۵۹ پیش از میلاد، از دبیرهٔ میخی سومری، گرفته و سازگار شد. در همان زمان، بسیاری از واژه‌های سومری به زبان اکدی راه یافتند و واژه‌نگارهای سومری، در هر دو زبان سومری و اکدی خوانده می‌شدند. در واقع فرایند سازگاری سومری برای اکدی، به مانند آن بود که دبیرهٔ چینی برای نوشتن ژاپنی به کار رود. اکدی به مانند ژاپنی، زبانی چندهجایی بود و از شماری تصریف بهره‌مند بوده‌است، در حالی که سومری مانند چینی دارای تصریف کم یا بدون تصریف بوده‌است.
دبیرهٔ اکدی تا نزدیک سدهٔ یکم پس از میلاد به کار می‌رفت و برای نوشتن بسیاری از دیگر زبان‌های میانرودان، مانند بابلی و آشوری به کار می‌رفت.

## ویژگی‌های برجسته
- میان ۲۰۰ تا ۴۰۰ نشانه در اکدی به کار می‌رفته که در برخی نوشته‌ها حتی بیش‌تر نیز می‌باشد.
- نشانه‌هایی برای صداها در نظر گرفته می‌شده، که نمایانگر هجاهای گفتاری و محدودکننده‌های گفتاری(مانند جمع یا مفرد، مونث یا مذکر) که شامل رده‌ای که یک واژه به آن متعلق بوده، بوده‌است و نیز واژه‌نگارها که نمایانگر کل واژه‌ها بوده‌اند.
- بسیاری از نشانه‌ها دارای چند تلفظ بوده‌اند.

## کاربرد
دبیرهٔ میخی اکدی برای نوشتن زبان اکدی که یکی از زبان‌های سامی در میانرودان (عراق، سوریه و ایران امروزی) بوده، در میان سال‌های ۲۸۰۰ پیش از میلاد تا سال ۵۰۰ میلادی به کار می‌رفته‌است.

## منبع
- http://www.omniglot.com/writing/akkadian.htm
- https://web.archive.org/web/20160124153722/http://www.ancientscripts.com/akkadian.html